# Richard Trinkler
Richard Trinkler (Sirnach, 22 de agosto de 1950) é um ex-ciclista de pista e estrada suíço, que competiu como profissional entre 1987 a 1989. Representou o seu país natal nos Jogos Olímpicos de Verão de 1984 em Los Angeles, onde conquistou a medalha de prata nos 100 km contrarrelógio por equipes, ao lado de Alfred Achermann, Laurent Vial e Benno Wiss. Também competiu nos Jogos Olímpicos de Montreal 1976 e Moscou 1980.